# Giresun (otok)
Otok Giresun (tur. Giresun Adası) je mali otočić koji ima površinu od 4 ha i leži 1.2 km od turskog grada Giresuna na jugoistočnoj obali Crnog mora. To je najveći otok na turskoj obali Crnog mora.

## Povijest
Neka od drevnih imena otoka su Aretias ( grčki: Ἀρητιάς), Areos Nesos ( grčki: Ἄρεος νῆσος ) (znači Aresov otok), Halceritis ( grčki: Χαλκερίτις), i Puga. U povijesnim vremenima, otok su vjerojatno koristili grčki kolonisti iz 6. ili 5. stoljeća prije Krista iz kopnenog grada Kerasous (danas grad Giresun).
Na otoku su ruševine kamenog hrama bez krova, utvrde i bedemi te dvije tijeske za vino ili ulje. Hram bez krova u antičko se doba pripisivao Amazonkama koje su ondje održavale vjerske obrede. Arheološka istraživanja sugeriraju da je sagrađena u klasično - helenističko doba.retias"/> Crni okrugli kamen promjera oko 4 metra, koji se na turskom zove Hamza Taşı, nalazi se u ruševinama hrama. Danas je ovaj kamen polazna točka za šetnju u sklopu godišnjeg festivala Aksu, a smatra se kamenom želja za zdravlje i plodnost. Arheološki nalazi sugeriraju da je kamen bio posvećen rimskom kultu kamena ili kultu Kibele.
U 1. stoljeću nove ere, Rimljani su podigli naselje opasano zidinama s osmatračnicama kao dio obrane od gusarskih napada koji su pogađali dvojnu provinciju Pont i Bitiniju. U srednjem bizantskom razdoblju, otprilike od 5. do 6. stoljeća, na otoku je izgrađen samostan. J. Philipp Fallmerayer, koji je posjetio otok 1840., izvješćuje da je porušeni samostan posvećen sv. Foki Sinopskom. Anthony Bryer, međutim, identificira ovaj samostan kao onaj posvećen Eleousi, gdje se mitropolit Josip sklonio, da bi 1368. godine postao žrtva pljačkaških turskih gusara Daljnja izgradnja dvorsko-samostanskog kompleksa i obrambenih bedema nastaju između 10. i 12. stoljeća. Godine 2015. tijekom iskapanja otkriveni su ostaci kapele iz 11. i 12. stoljeća. Osim toga, oko kapelice je pronađeno mnogo grobova. Arheolozi su spomenuli kako se čini da je tijekom bizantskog razdoblja otok bio vjersko središte.
Bryer spominje tradiciju da su se Grci koji su živjeli na ovom otoku nastavili suprotstavljati Osmanlijama unatoč padu Trebizondskog carstva sve do 1468., čineći ovaj otok posljednjim grčkim kraljevstvom svog doba (osim možda Kneževine Teodoro). Nakon ove godine, čini se da je ljudska okupacija otoka Giresun prestala po naredbi Osmanskog Carstva koje je zabranilo vanjsku trgovinu, čime je smanjen komercijalni pomorski promet koji je otok učinio važnim za trgovinu i pomorsku obranu.
Dugo je vremena turska vlada čuvala otok Giresun kao povijesno i prirodno mjesto II. Stoga se ne smije koristiti kao stambeni prostor. Turistički posjet otoku moguć je na malim i srednjim ribarskim i kruzerskim brodovima koje mogu osigurati turističke agencije u Giresunu .

## Geografija i stanište
Otok Giresun ima približno 40 000 m² površine. Kao i veći dio pokrajine Giresun, otok prima znatne količine oborina, a ljeti je vruće i vlažno. Obala mu je uglavnom stjenovita i strma. Na sjeveroistoku i jugoistoku nalaze se dvije prirodne uvale, a potonja je pogodna luka za male brodove. Posjetitelji mogu prošetati iz ove luke u unutrašnjost otoka.
Dok su dominantne biljke Giresuna lovor ( Laurus nobilis ) i skakavci ( Robinia pseudoacacia ), objavljeno je da na otoku postoji 71 divlja i unesena vrsta drveća i bilja. Također je divlje stanište kormorana ( Phalacrocoracidae sp.) i galebova ( Laridae sp.).

## U legendi, književnosti i filmu
Stare grčke priče kažu da su Amazonke, žene ratnice iz legendi, koristile otok za ceremonije plodnosti u središtu hrama (sada u ruševinama). Zbog toga se otok Giresun naziva i Amazon Adası ("Amazonski otok" ili "Otok Amazonki"). Suvremeni turski film Off Karadeniz aludira na kulturnu ostavštinu Amazonki u odnosu na otok i regiju.
Otok Giresun, identificiran alternativnim imenom Otok Aretias, mjesto je radnje dijela Argonautike Apolonija Rodija. Za otok je vezana priča o Argonautima i zlatnom runu. Postrojba mornarice pod nazivom Argonauti stigla je na otok Aretias rano u svojoj potrazi za preuzimanjem Zlatnog runa. Snažne ptice s perjem nalik strijelama borile su se protiv trupa, ali ih je uplašio zvuk mačeva koji su zveckali o štitove. Na otoku su Argonauti zatražili pomoć od četvorice brodolomaca koji su ih upozorili na opasnosti na Kavkazu koje bi mogle osuditi njihovu potragu.
Legenda o pontskom kralju Mitridatu VI. događa se na otoku Giresun. Kralj je bio ljut na svoju kćer jer se zaljubila u siromašnog pastira. Kćer je zatočio na otoku, a pastira objesio o trešnju ispred zatvorske kule. U tuzi je sljedeći dan počinila samoubojstvo objesivši se o toranj.